# Канада на Зимским олимпијским играма 2018.
Канада учествује на Зимским олимпијским играма 2018. које се одржавају у Пјонгчанг у Јужној Кореји од 9. до 25. фебруара 2018. године. Олимпијски комитет Канаде послао је 225 квалификованих спортиста у четрнаест спортова. 
Алекс Гоф је освојила прву медаљу у историји за Канаду на ЗОИ у санкању.

## Освајачи медаља

### Злато
- Патрик Чан, Кејтлин Осмонд, Габриел Дејлман, Меган Диамел, Ерик Редфорд,Теса Вертју, Скот Мојр — Уметничко клизање, екипно такмичење
- Микаел Кингсбери — Слободно скијање, могули
- Кејтлин Ловс, Џон Морис — Керлинг, мешовити парови
- Тед-Јан Блумен — Брзо клизање, 10000 м
- Самуел Жирар — Брзо клизање на кратким стазама, 1000 м
- Џастин Крипс, Александар Копач — Боб, двосед
- Кеси Шарп — Слободно скијање, халфпајп
- Теса Вертју, Скот Мојр — Уметничко клизање, плесни парови
- Бреди Леман — Слободно скијање, ски крос
- Келси Серва — Слободно скијање, ски крос
- Себастјен Тутан — Сноубординг, биг ер

### Сребро
- Максанс Паро — Сноубординг, слоупстајл
- Тед-Јан Блумен — Брзо клизање, 5000 м
- Жистин Дифур Лапоан — Слободно скијање, могули
- Лори Блуен — Сноубординг, слоупстајл
- Алекс Гоф, Самуел Едни, Тристан Вокер, Џастин Снит — Санкање, штафета
- Женска репрезентација Канаде у хокеју на леду
- Ким Бутен — Брзо клизање на кратким стазама, 1000 м
- Британи Фелан — Слободно скијање, ски крос

### Бронза
- Марк Макморис — Сноубординг, слоупстајл
- Ким Бутен — Брзо клизање на кратким стазама, 500 м
- Алекс Гоф — Санкање, појединачно
- Меган Диамел, Ерик Редфорд — Уметничко клизање, спортски парови
- Ким Бутен — Брзо клизање на кратким стазама, 1500 м
- Алекс Боло-Маршан — Слободно скијање, слоупстајл
- Кејли Хамфрис, Филисија Џорџ — Боб, двосед
- Самуел Жирар, Шарл Амлен, Шарл Курнуаје, Паскал Дион — Брзо клизање на кратким стазама, штафета 5.000 м
- Кејтлин Осмонд — Уметничко клизање, појединачно
- Репрезентација Канаде у хокеју на леду

## Учесници по спортовима
| Спорт                           | Мушкарци | Жене | Укупно |
| ------------------------------- | -------- | ---- | ------ |
| Алпско скијање                  | 8        | 5    | 13     |
| Биатлон                         | 5        | 5    | 10     |
| Боб                             | 12       | 6    | 18     |
| Брзо клизање                    | 10       | 9    | 19     |
| Брзо клизање на кратким стазама | 5        | 5    | 10     |
| Керлинг                         | 6        | 6    | 12     |
| Санкање                         | 5        | 3    | 8      |
| Скелетон                        | 3        | 3    | 6      |
| Скијашки скокови                | 1        | 1    | 2      |
| Скијашко трчање                 | 7        | 4    | 11     |
| Слободно скијање                | 16       | 14   | 30     |
| Сноубординг                     | 11       | 10   | 21     |
| Уметничко клизање               | 8        | 9    | 17     |
| Хокеј на леду                   | 25       | 23   | 48     |
| 14 спортова                     | 122      | 103  | 225    |